# Helicase

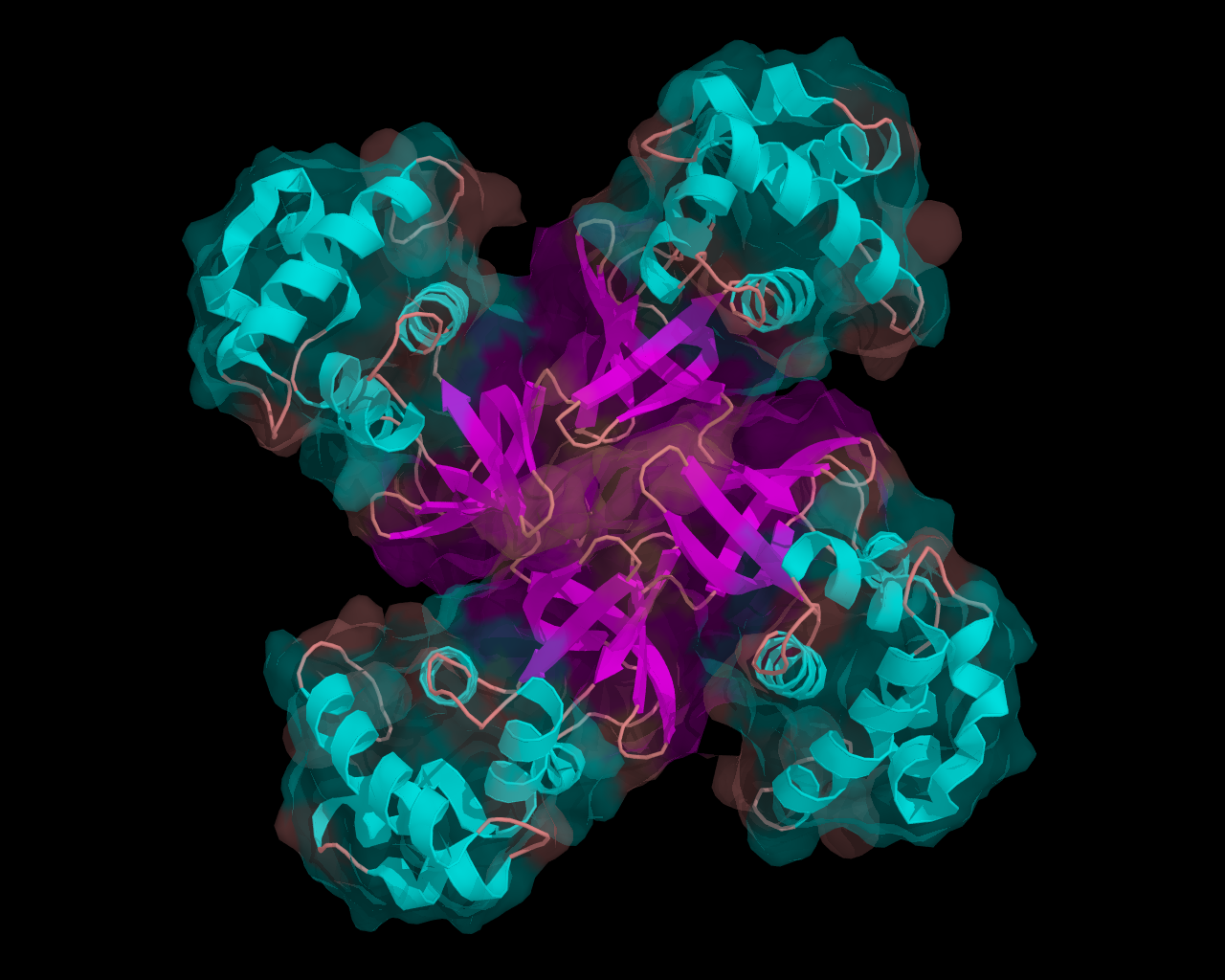
Model van E. coli-helicase RuvA

De helicasen zijn een groep van enzymen die de dubbele DNA-spiraal ontwinden en door het verbreken van de waterstofbruggen de twee strengen uit elkaar laten gaan, waardoor andere enzymen zoals RNA-polymerase een stukje van de enkelvoudige streng kunnen aflezen (transcriptie). Helicase zorgt er dus voor dat het dubbelstrengs-DNA uit elkaar 'ritst'.
Helicase is voor alle levende wezens een onmisbaar enzym, omdat RNA-polymerase alleen werkt bij enkelstrengs-DNA.
De vorm van helicase lijkt op een donut en wordt aangemaakt door het DnaB-helicase-gen in prokaryoten. 
Helicase gekoppeld aan DNA-primase bevordert de ontwinding van DNA door zich te binden aan starteiwitten, waarna helicase door hydrolyse van  adenosinetrifosfaat (ATP) het DNA denatureert. Door voortgaande hydrolyse van ATP schuift helicase langs de enkelvoudige DNA-streng omhoog en despiraliseert en splitst het de bovenliggende dubbelstrengs-DNA. Voor elk paar nucleotiden van de dubbele streng zijn twee moleculen ATP nodig. Het enzym topo-isomerase bindt zich aan de nieuwe dubbelstrengs-DNA's en voorkomt zo dat er te veel spanning in de spiraal ontstaat.
Daarnaast is helicase ook betrokken bij een herstelmechanisme voor DNA, het Nucleotide Excision Repair (NER)(= het repareren van een uitgeknipt nucleotide), dat kanker tegengaat.

## Sarsvirus
Het sarsvirus (SARS-CoV) blijkt te kunnen beschikken over een helicase, bekend als nsp13 (buiten het virus voorkomend eiwit 13'), dat dezelfde werking heeft op RNA. Dit helicase maakt niet alleen gebruik van ATP als energiebron, maar ook van andere nucleotiden en deoxynucleotiden. Nsp13 is onder andere betrokken bij het begin van de infectie.

### Typen
- dnaB-helicase: dit is een enzym dat de twee strengen tijdens DNA-verdubbeling uit elkaar houdt.
- recQ-helicasen: dit is een groep van enzymen die de dubbele DNA-spiraal ontwindt.
  - Het ontbreken van deze enzymen (door een gendefect) is de oorzaak van het syndroom van Werner, waarbij iemand twee keer zo snel veroudert als normaal (Engels: adult progeria). Andere aandoeningen veroorzaakt door het afwezig zijn van deze enzymen zijn:
  - Syndroom van Bloom: komt voor als allebei de BLM-genen niet functioneren. De desbetreffende genmutatie komt voor bij 1 op de 120 joden van Oost-Europese oorsprong.
  - Syndroom van Rothmund-Thompson (poikiloderma congenitale): komt voor als allebei de RECQ4-genen niet functioneren. Het is een huidaandoening, waarbij de huid papierdun en overgevoelig voor licht is en een verhoogde kans op huidkanker heeft. Ook treedt op jonge leeftijd al grijze staar (een oogziekte) op.

RNA-polymerase heeft zelf een helicase-activiteit.